# Георгий
Гео́ргий — мужское личное имя греческого происхождения; восходит к др.-греч. Γεώργιος («Георгиос») — «земледелец». В древнегреческой мифологии «Георгос» — один из эпитетов Зевса, почитавшегося основным покровителем земледелия.
Помимо многочисленных уменьшительно-ласкательных форм в русском языке существуют два производных от этого имени — Юрий и Егор, получившие широкое распространение и признаваемые с 1930-х годов самостоятельными именами.
В древнерусских летописях встречаются следующие формы этого княжеского имени: Гергии, Горьги, Гюрги, Гюргий, Гюрий, Дюрга, Дюргий, Дюрди, Дюрдий, Юрий, Юрьи, Юрьги, Юрко, Юрка. Судя по материалу берестяных грамот и Новгородской первой летописи, форма «Гюрги», скорее всего, старше формы «Юрьги».

## Иноязычные аналоги
- англ. George — Джордж
- араб. ‎جرج — Джурдж, جرجس — Джурджус, Georgeجورج — Джордж
- араг. Chorche — Хорхе
- арм. Գևորգ — Геворг
- арам. Gewargis, Gewargi — Геваргис
- баск. Gorka — Горка
- бел. Георгій
- болг. Георги
- брет. Jord
- венг. György — Дьёрдь
- греч. Γεώργιος, Γιώργος — Георгиос, Йоргос
- груз. გიორგი — Гиорги
- дат. Jørgen — Йёрген
- ивр. Yogev‎ — Йогэв
- индон. Jaja — Джаджа
- ирл. Seoirse — Шо́рьше
- исп. Jorge — Хо́рхе
- итал. Giorgio — Джо́рджо
- кат. Jordi — Жорди
- коми Ёгуш
- карач.-балк. Геурге, Гюрге, Геургю, Геурги, Гергокъ, Гергока
- лат. Georgius — Георгиус
- латыш. Jurģis, Juris — Юргис, Юрис
- лит. Jurgis — Ю́ргис
- малаял. ഗീവര്ഗീസ് (Geevarghese), വര്ഗീസ് (Varghese),െവര്ഗീസ് (Verghese),വറുഗീസ് (Varughese)
- мооре Jorre
- нем. Georg, Jürgen, Jörgen — Ге́орг, также формы Йорг, Йо́рген, Ю́рген, Шорш, Шурдл и др.
- макед. Горјан - Горян
- нидерл. Joris, Sjors, Jurgen — Йорис, Шорс, Юрхен
- нюнорск George, Jørn, Ørjan, Jørgen — Йёрн, Эрьян, Йёрген
- норв. Georg
- осет. Георгий
- пол. Jerzy — Е́жи
- порт. Jorge — Жоржи
- рум. Gheorghe — Гео́рге
- серб. Ђорђе / Đorđe — Джордже[англ.], также Ђурђе / Đurđe — Джурдже, Ђурађ / Đurađ — Джурадж[англ.] и Ђура / Đura — Джура[англ.]
- словац. Juraj — Юрай
- словен. Jurij, Jože — Юрий, Йоже
- тур. Circis, Corc — Джирджис, Джордж
- удм. Ёрги
- укр. Георгій, Юрій, Юрко — Георгий, Юрин, Юрий
- фин. Yrjö, Yrjänä — Юрьё, Юрьяня
- фр. Georges — Жорж
- хорв. Đorđe, Juraj, Jurica — Джордже, Юрай, Юрица
- швед. Georg, Göran, Örjan, Jörgen — Георг, Ёран, Эрьян
- чеш. Jiří — И́ржи
- эсп. Georgo — Георго
- эст. Georg, Jüri — Георг, Юри